# Полевая (Марий Эл)
Полева́я (мар. Нурсола́ — «деревня в поле»; также Обшия́ры) — деревня в Волжском районе Республики Марий Эл. Входит в состав и является административным центром Обшиярского сельского поселения.

## География
Деревня находится на западе Волжского района, на левом берегу реки Илеть, в 20 км к северу от районного центра — города Волжска. В 2 км на восток от деревни проходит автодорога А295 и железнодорожная линия Зелёный Дол — Яранск Горьковской железной дороги, ближайшая станция — платформа Яльчевский.

## История
Поселение основано в начале XVI века и входило в состав Помарской волости Чебоксарского уезда Казанской губернии. В 1895 году в деревне открылась церковно-приходская школа в ведении прихода Помарской церкви во имя Пресвятой Троицы. В 1913 году для школы построили отдельное здание.
В 1918 году в деревне Полевая создан Обшиярский районный исполнительный комитет Звениговского кантона, в 1923 году он был преобразован в Обшиярский сельский совет.
В 1930 году в Полевой был организован колхоз «Нурсола», члены которого в том числе занимались лесозаготовкой и сплавными работами по реке Илеть. После войны деревня вошла в объединённый колхоз «Путь Ленина».
В 1973 году в состав деревни (в качестве улицы) вошла примыкавшая с севера упразднённая деревня Кожласола. В 1974 году в деревню проведён водопровод, была открыта двухэтажная средняя школа по типовому проекту. В 1975 году центральная улица Полевой была заасфальтирована, с 1976 года организовано автобусное сообщение с Волжском.
В 1981 году построен дом культуры «Элнет», многоквартирные жилые дома, двухэтажное здание детского сада по типовому проекту. В 90-е годы деревня была газифицирована.
В 2008 году в центре деревне построен молельный дом.

## Население
| 2002 | 2010 |
| ---- | ---- |
| 924  | ↗926 |

## Современное положение
На 1 января 2017 года в селе имеется 361 хозяйство, в которых проживает 894 жителя. В деревне располагается администрация сельского поселения, сельский культурный центр, сельская библиотека, Обшиярская основная общеобразовательная школа, детский сад № 4 «Вис-вис», филиал детской школы искусств Волжского района. Имеются магазины, пилорама, предприятия сферы услуг, фельдшерско-акушерский пункт, аптека, ветеринарный участок, отделение почтовой связи, участковый пункт полиции.
В Полевой установлен памятник-обелиск воинам, погибшим в годы Великой Отечественной войны 1941—1945 годов, у деревенской школы установлен мемориал неизвестному солдату.

## Известные жители
Эпанаева Анастасия Васильевна (1911—1981) — директор Обшиярской школы (1941—1946).